# Браннер, Регина
Регина Браннер (в замужестве — Эггер) (нем. Regina Branner (Egger), 5 сентября 1931, Ранквайль, Форарльберг — 21 февраля 2017, Ранквайль, Форарльберг) — австрийская легкоатлетка, выступавшая в толкании ядра, метании копья и пятиборье. Участник летних Олимпийских игр 1956 года.

## Биография
Регина Браннер родилась 5 сентября 1931 года в австрийской коммуне Ранквайль.
Выступала в легкоатлетических соревнованиях за клуб «Ранквайль». Шесть раз становилась чемпионкой Австрии в толкании ядра (1954—1956), метании копья (1954) и пятиборье (1954, 1956). В течение 1956 года семь раз улучшала рекорд Австрии в толкании ядра, один раз — в пятиборье.
В 1954 году заняла 11-е место на чемпионате Европы в Берне в толкании ядра (12,67 метра).
В 1956 году вошла в состав сборной Австрии на летних Олимпийских играх в Мельбурне. В толкании ядра заняла 7-е в квалификации с результатом 13,87 метра и сохранила позицию в финале (14,60), уступив 1,99 метра завоевавшей золото Тамаре Тышкевич из СССР.
Умерла 21 февраля 2017 года в Ранквайле.

## Личные рекорды
- Толкание ядра — 14,60 (30 ноября 1956, Мельбурн)[1]
- Метание копья — 43,29 (9 июня 1955, Прага)
- Пятиборье — 4155 (23 сентября 1956, Гизинген)